# 8-9-10! Jitterin'Jinn Best
『8-9-10! Jitterin'Jinn Best』（エイト ナイン テン! ジッタリン ジン ベスト）は、1999年10月1日に発売されたJITTERIN'JINNのベストアルバム。

## 解説
- デビュー10周年を記念して発売されたベストアルバム。3社に散ったレコード会社の垣根を越えた、当時のオール・タイム・ベスト。
- この作品からしばらく久保誠二郎がジャケットのイラストを担当している。
- ブックレットの終わりには10周年を迎えてのメンバー3人(当時)のメッセージが載っている。

## 収録曲
- 全曲作詞・作曲:破矢ジンタ（#13作詞:破矢ジンタ & 春川玲子、#19作詞:春川玲子）

1. エヴリデイ
『DOKIDOKI』収録曲。
2. SINKY-YORK
『DOKIDOKI』収録曲。
3. アニー
『DOKIDOKI』収録曲。
4. 相合傘 (Album Ver.)
『DOKIDOKI』収録曲。
5. プレゼント (Album Ver.)
『Hi-King』収録曲。
6. プリプリダーリン
『Hi-King』収録曲。
7. にちようび (Album Ver.)
『パンチアウト』収録曲。
8. 夏祭り
『パンチアウト』収録曲。
9. バイ バイ ハニー
『パンチアウト』収録曲。
10. 帰っておいで
同名のシングルより収録。オリジナルアルバム未収録曲。
11. サヨナラ
『Moonlit Lane』収録曲。
12. プリーズ キス ミー マイ サンタクロース
同名のシングルより収録。オリジナルアルバム未収録曲。
13. GOOD NIGHT
『Moonlit Lane』収録曲。
14. 恋は突然
『Chick-A-Biddy』収録曲。
15. GOOD LUCK
『Chick-A-Biddy』収録曲。
16. マリアン
7インチシングル『恋をしようよ』B面。初CD化。
17. 泣き顔のマリー
『here,rattler,here!』収録曲。
18. 黄金の夜明け
『here,rattler,here!』収録曲。
19. クローバー
『here,rattler,here!』収録曲。
20. Bonus Track サツキマスの唄 ～The time when azaleas are in bloom～
1995年度のファンクラブ会員限定で販売された同名のシングルより収録。一般的には未発表曲で、初収録となる。